# Strumigenys uichancoi
Strumigenys uichancoi är en myrart som beskrevs av Brown 1957. Strumigenys uichancoi ingår i släktet Strumigenys och familjen myror. Inga underarter finns listade i Catalogue of Life.